# Citroën XM
Der Citroën XM ist ein Pkw-Modell des französischen Automobilherstellers PSA Peugeot Citroën, das zwischen Frühjahr 1989 und Herbst 2000 von den Produktionsbändern lief. Die Limousine (Berline) wurde im französischen Rennes hergestellt, der im Herbst 1991 eingeführte Kombi (Break) beim Fahrzeughersteller Heuliez. Der XM wurde entweder der oberen Mittelklasse zugeordnet (nach Einteilung des Kraftfahrt-Bundesamtes oder auto motor und sport) oder der Oberklasse (nach Aussagen des damaligen Citroën-Generaldirektors Xavier Karcher, sowie in zeitgenössischen Artikeln in u. a. mot und Der Spiegel).
Die von den Modellen Citroën DS, GS und vom Vorgänger CX bekannte Hydropneumatik war auch im XM vorhanden, wobei viele Ausführungen mit der weiterentwickelten Ausführung Hydractive ausgestattet waren. Sie machte den XM zum ersten Serien-Pkw mit elektronisch gesteuertem Fahrwerk.

## Geschichte
Der XM wurde von drei Designbüros entworfen: der Citroën-Designabteilung, der Peugeot-Designabteilung sowie dem externen Büro Bertone.
In Deutschland vorgestellt wurde der XM auf der IAA in Frankfurt im September 1989. Vom Auslieferungsbeginn im Mai bis Ende Juli 1989 liefen nach Angaben des damaligen Citroën-Generaldirektors Xavier Karcher bereits 12.500 Stück im Citroën-Werk Rennes vom Band, „nur 100 unter dem Plan“. Noch im selben Jahr wurden 2000 Exemplare in der Bundesrepublik Deutschland verkauft, wobei nach Karcher für das Jahr 1990 rund 10.000 Einheiten geplant waren. Insgesamt rechnete er mit einem Absatz von rund 50.000 für das erste Jahr und „etwa 98 000 oder 100 000“ für das Jahr 1990. Davon sollten rund die Hälfte im Heimatmarkt Frankreich und die andere Hälften auf den Exportmärkten abgesetzt werden, wovon im größten Exportland Deutschland eine maximale Absatzmenge von 15.000 Stück pro Jahr geplant waren. Im Vergleich dazu waren es beim Vorgängermodell CX (in dessen stärksten Verkaufsjahr 1978) 16.000 Stück.
1990 wurde der XM zum Auto des Jahres gewählt, 1991 wurden die höchsten Zulassungszahlen verzeichnet. In den Jahren 1991 und 1992 wählten die Leser der Zeitschrift auto motor und sport den XM zum „besten Importwagen seiner Klasse“.
Die erste Serie (Y3) wurde von Mai 1989 bis Juni 1994 hergestellt, während die zweite (Y4) von Juli 1994 bis Oktober 2000 vom Band lief. Äußerlich erkennbar ist die zweite Serie an dem vorn nun mittig statt links angebrachten Markenemblem sowie einem geänderten Heckspoiler.
Werkseitig gab es den XM anfangs nur als Schräghecklimousine. Ab November 1991 war er auch in einer Kombiversion als Break erhältlich. Bis zu dessen Einführung wurde weiterhin der CX Break angeboten, der vom Karosserieunternehmen Heuliez gebaut wurde.
Ab Produktionsstart Januar 1990 (die Auslieferung erfolgte im Frühjahr) wurde eine Vierstufen-Automatik von ZF für die Vier- und Sechszylindermotoren angeboten. Serienmäßig waren bereits ein Katalysator sowie ein ABS von Bendix in der dritten Generation verbaut.
Höherwertige Ausstattungen der Limousine umfassen eine zweite innere Heckscheibe aus Glas, die bei geöffneter Heckklappe die Fondpassagiere vor Zugluft schützte. Als „aufwendige Extras“ wurden Klimaanlage und elektrisch verstellbare Sitze angeboten, was insgesamt zu längeren Produktions- und Montagezeiten geführt hatte.
Der XM wurde in Form von Sondervarianten von einem Karosseriehersteller als sechstürige Stretchlimousine angeboten, von Heuliez wurden Break-Fahrzeuge zu Krankenwagen und von Rappold zu Leichenwagen umgebaut. Letztere waren rückbaufähig in die Serienversion ausgeführt.
Die Verkaufszahlen brachen jedoch bereits 1992 ein, weil diverse Probleme vor allem mit der Elektronik auftauchten. Die Elektronik wurde in der Y3-Serie allein zweimal überarbeitet.

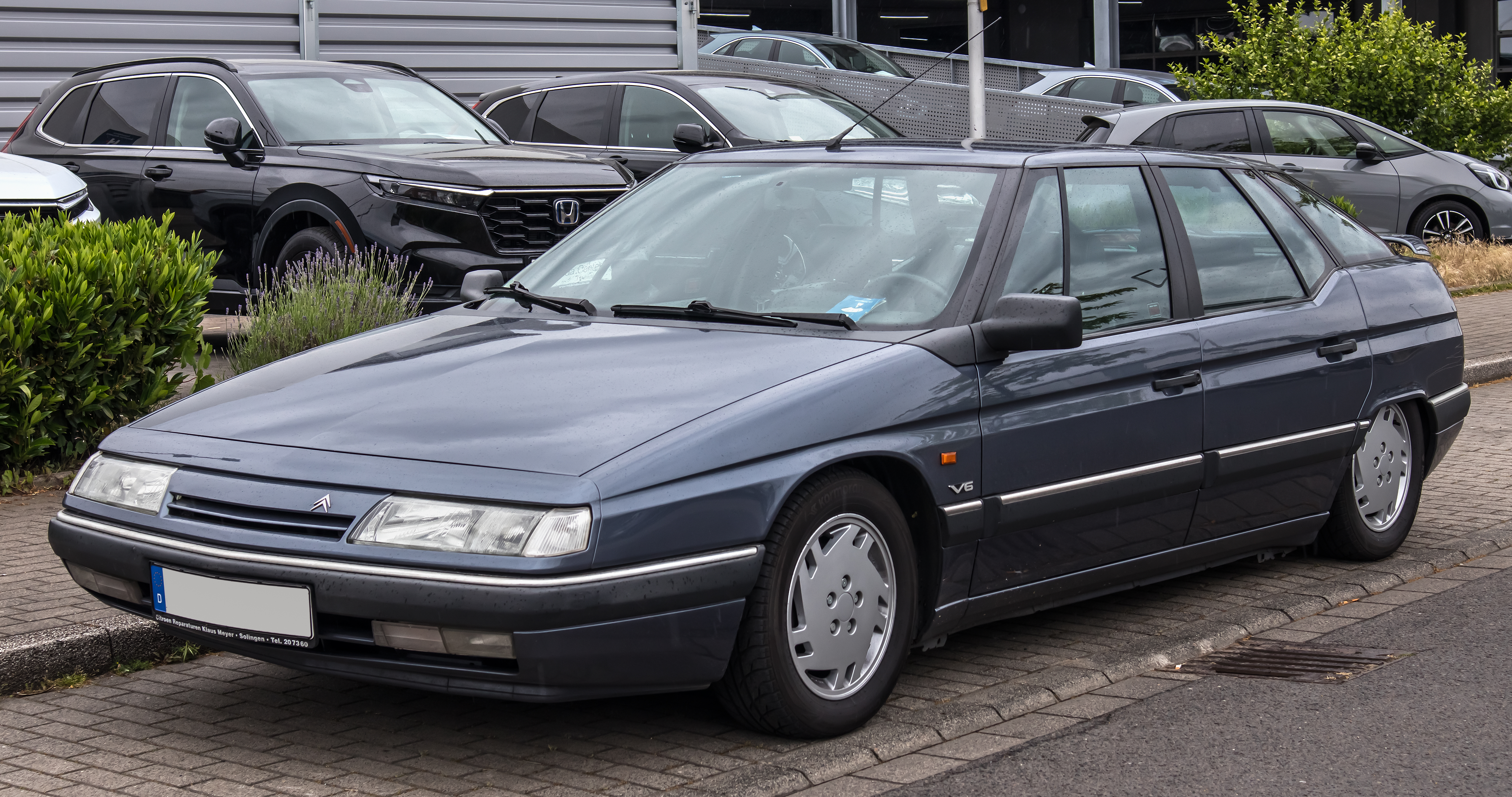
Citroën XM V6 (1989–1994)
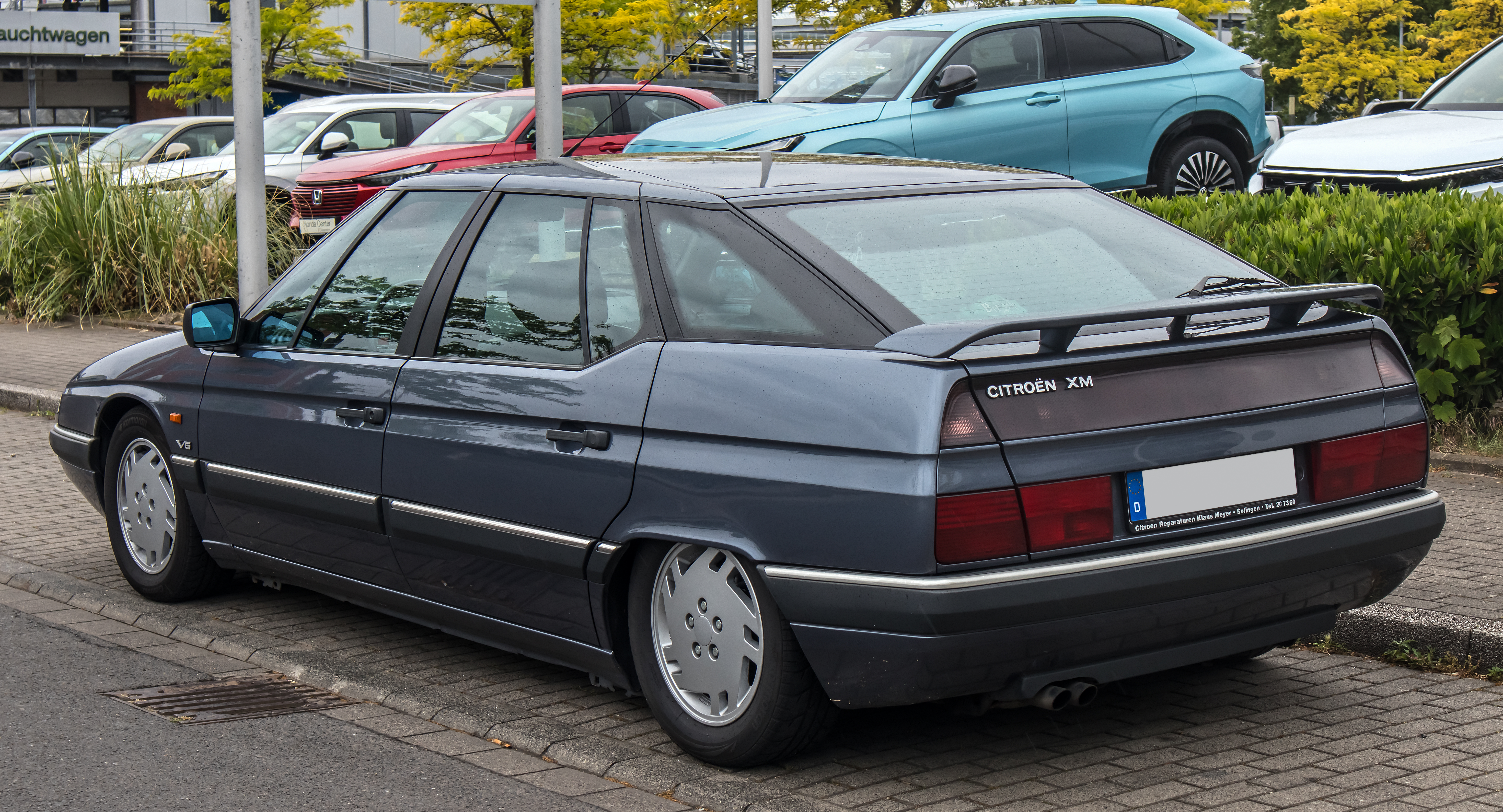
Heckansicht
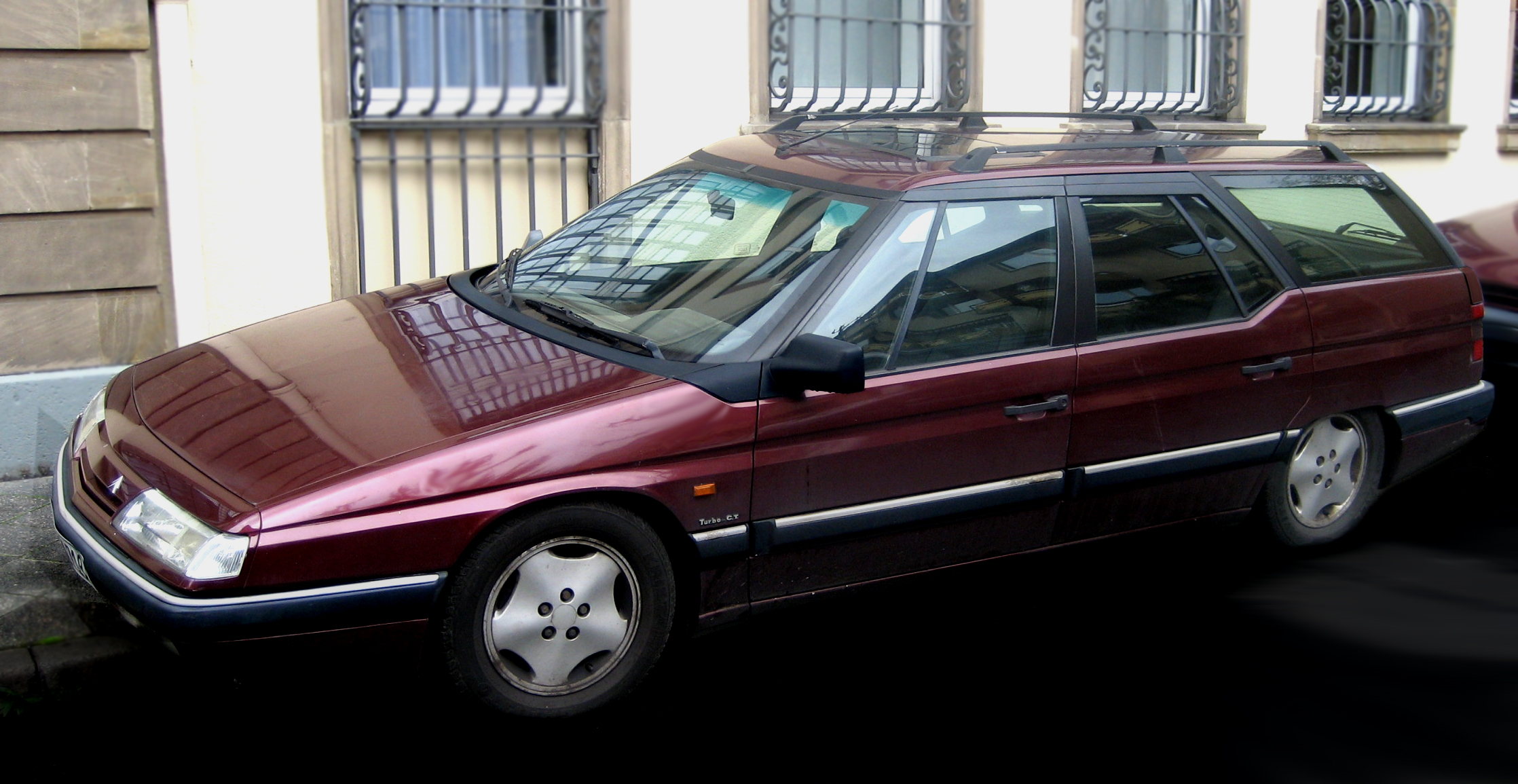
Citroën XM Break (1991–1994)
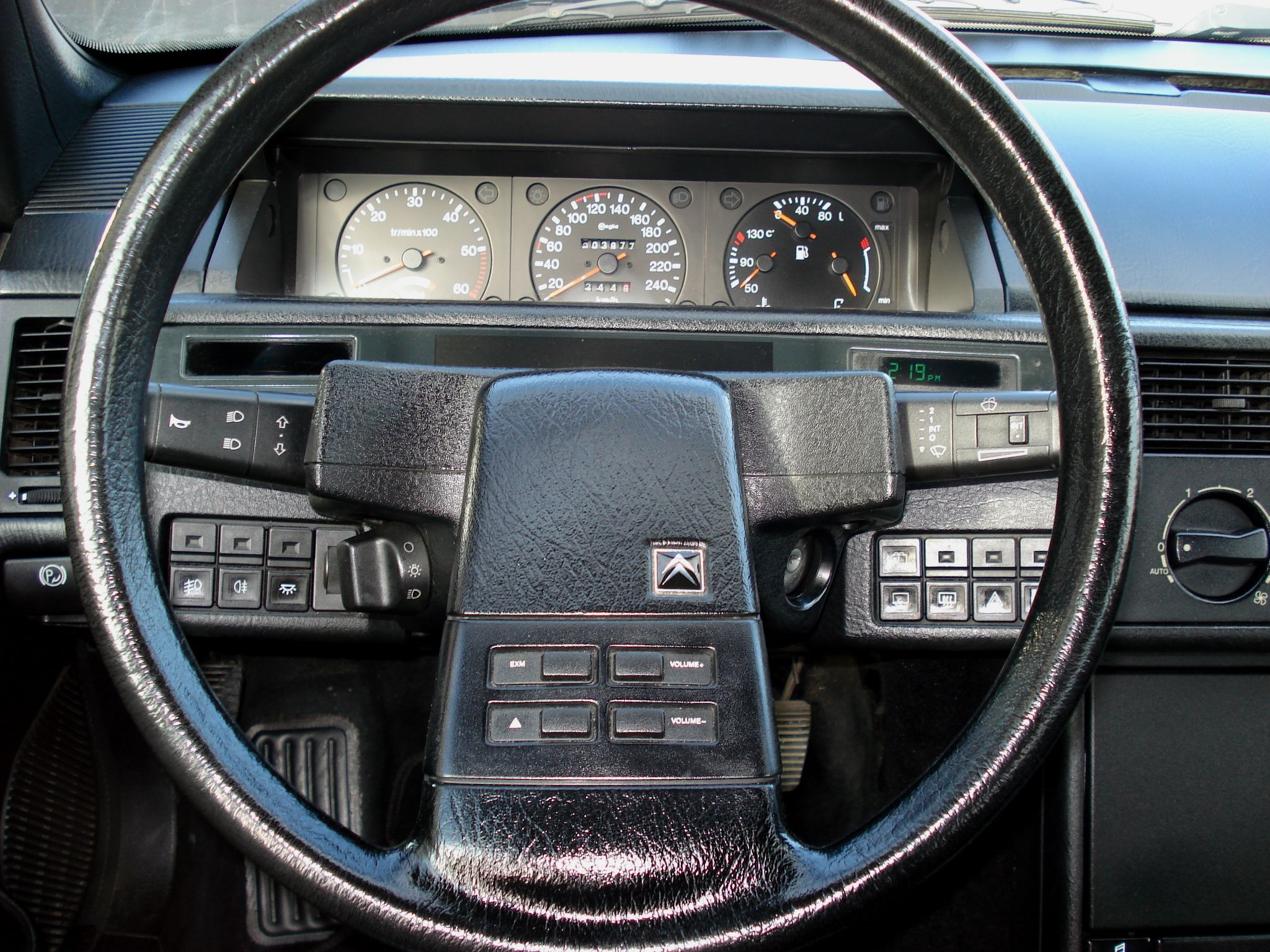
Cockpit
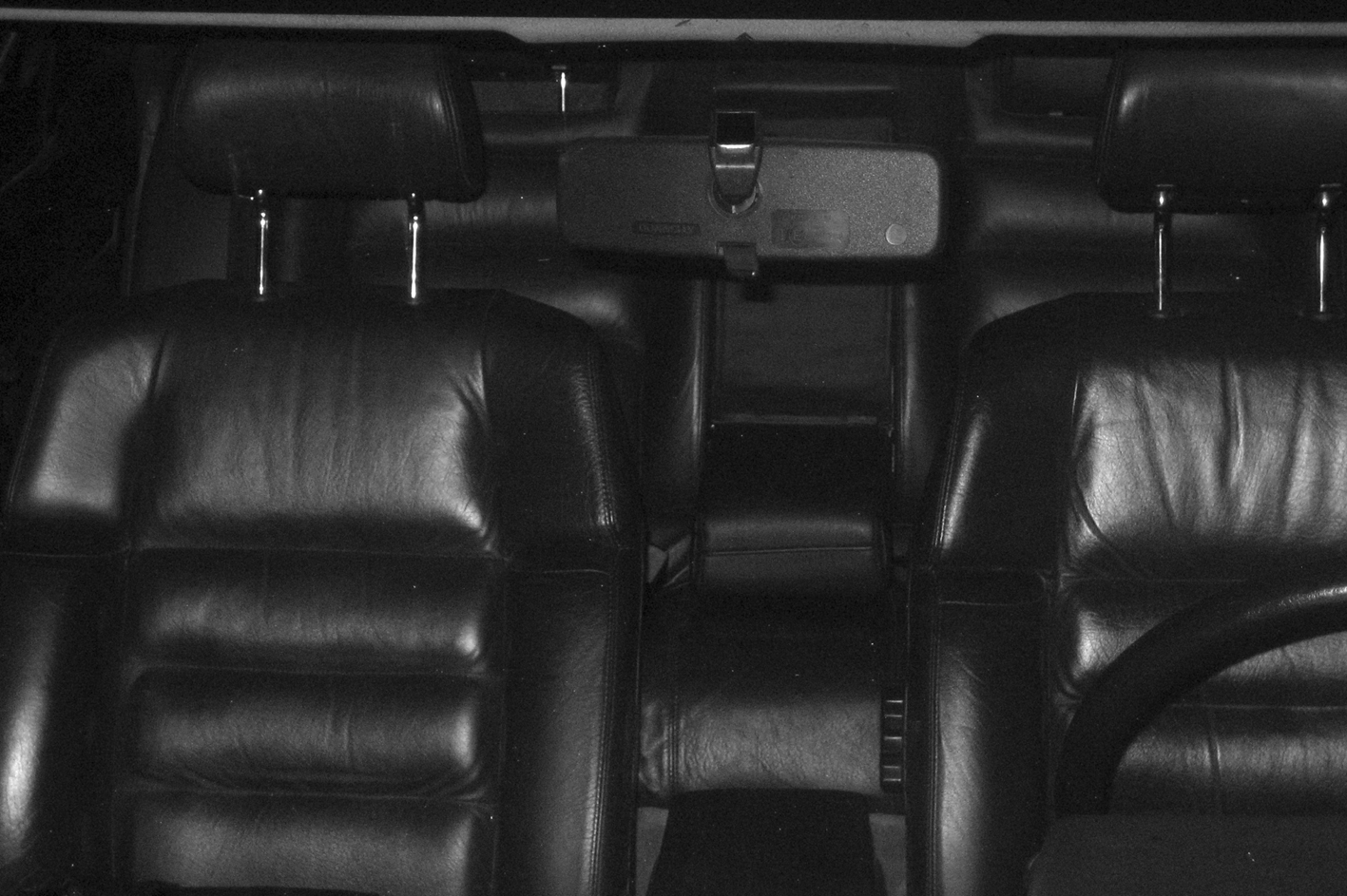
Option: Lederausstattung

### Modellpflege
Ab Februar 1993 wurde Hydractiv durch Hydractive II ersetzt. Der größte Unterschied ist, dass im „Sport“-Modus das Fahrwerk nicht dauerhart ist, sondern dass die Kennlinien verschoben werden und somit der Rechner schon bei kleineren Ereignissen auf „hart“ schaltet, und dann auch länger als im Komfortmodus.
Eine optische und vor allem technische Überarbeitung erfolgte im Juli 1994. Diese Y4 genannte zweite Serie des XM gilt als ausgereift und zuverlässig. Obwohl es den XM in vielen Versionen bis hin zu den luxuriös ausgestatteten Pallas und EXCLUSIVE gab, konnte er nur einen relativ kleinen Kundenkreis erschließen; der anfangs beschädigte Ruf konnte sich nicht mehr recht erholen, obwohl dieses Auto bei seinem Erscheinen eine damals außergewöhnliche Fülle von anspruchsvoller Technik und Komfort bot.
Im Frühjahr 2000 wurde die Produktion des XM Break eingestellt, während die der Limousine im Herbst 2000 endete. Insgesamt wurden 333.405 XM gebaut.

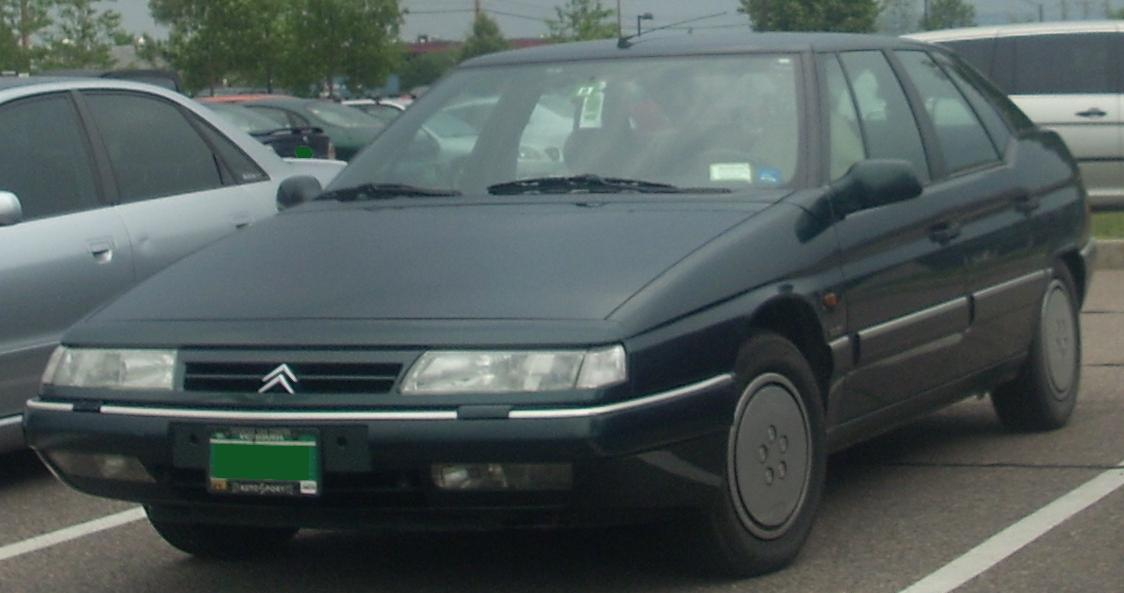
Citroën XM Berline (1994–2000)
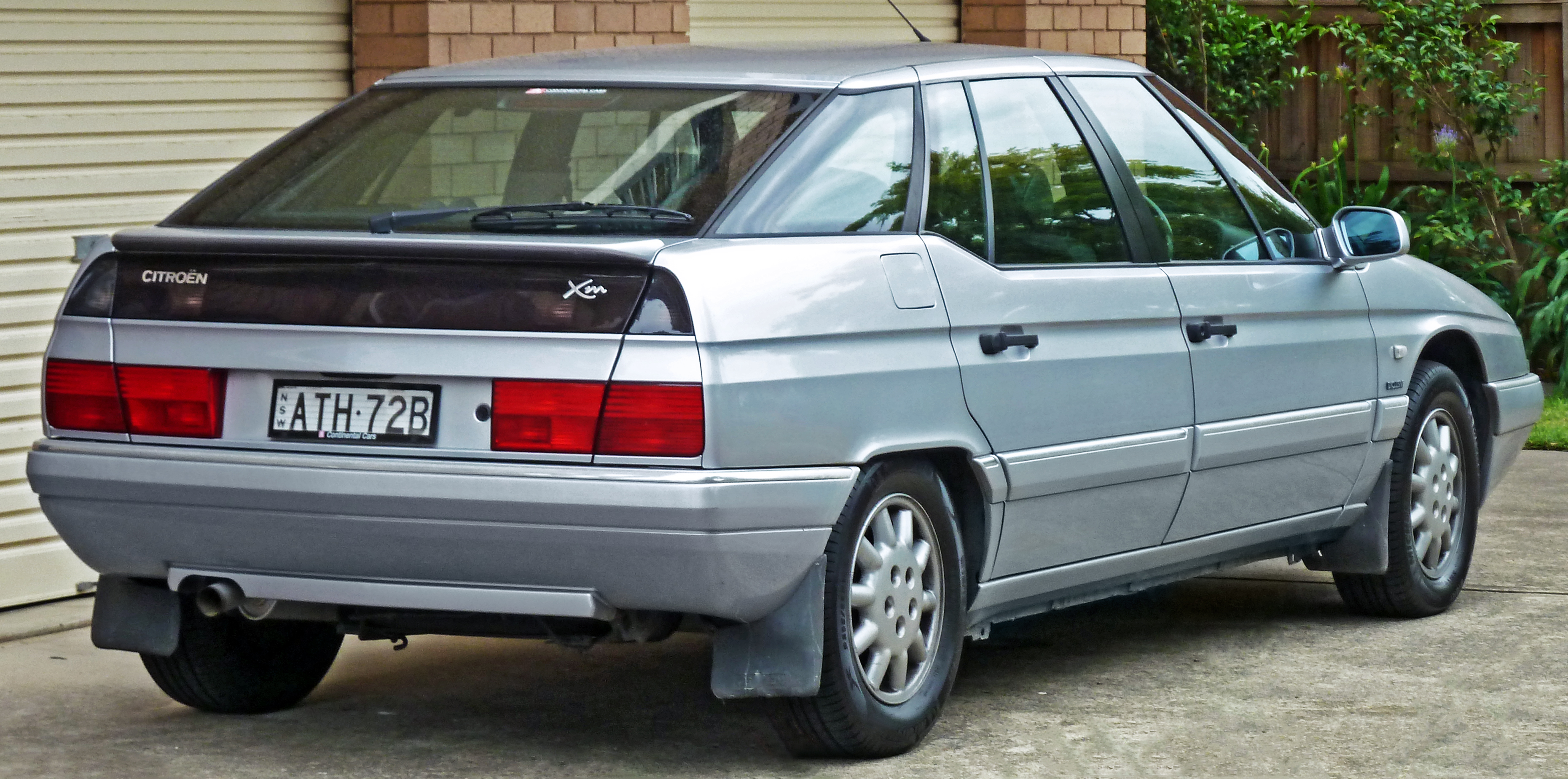
Heckansicht
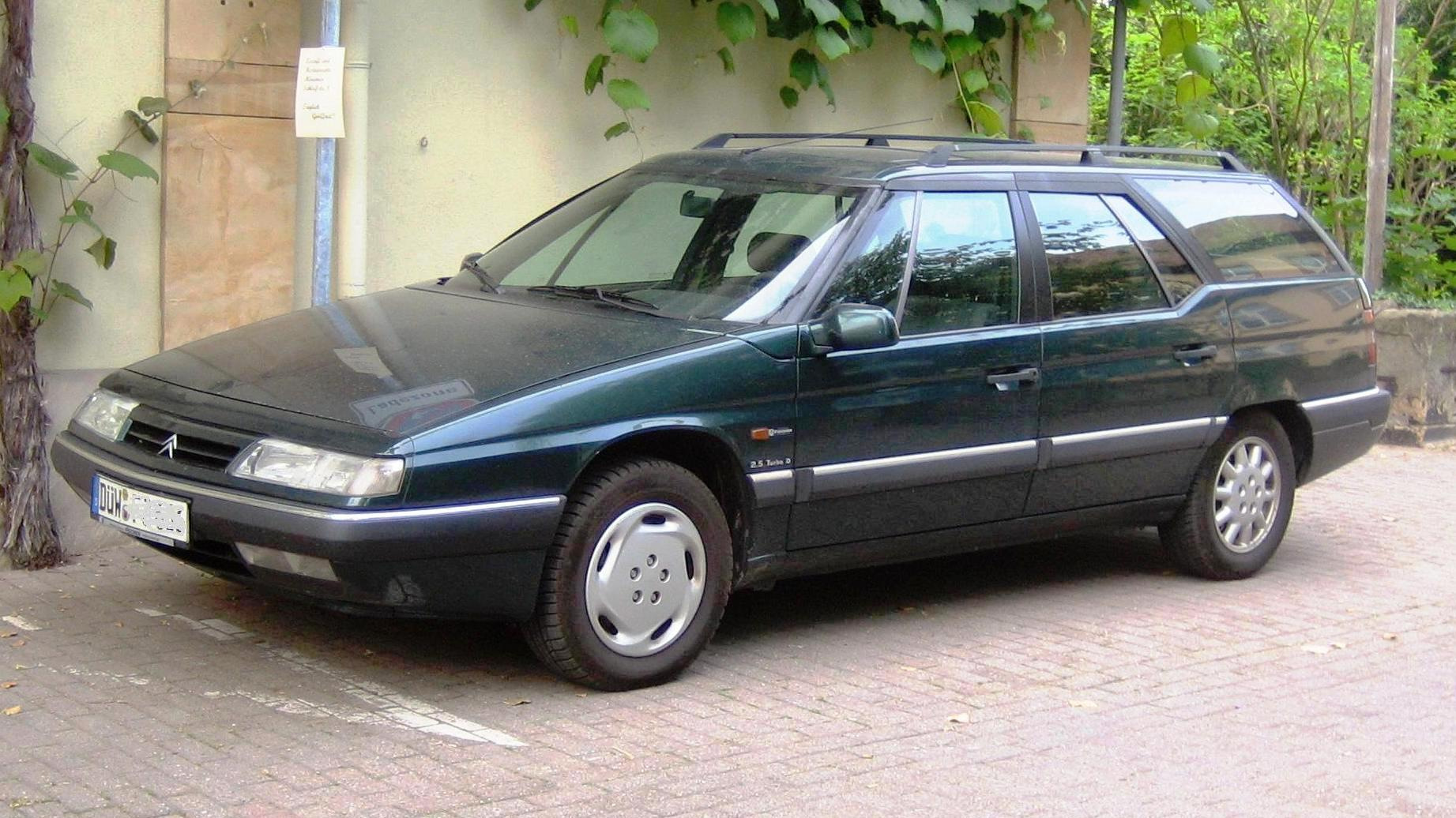
Citroën XM Break (1994–2000)
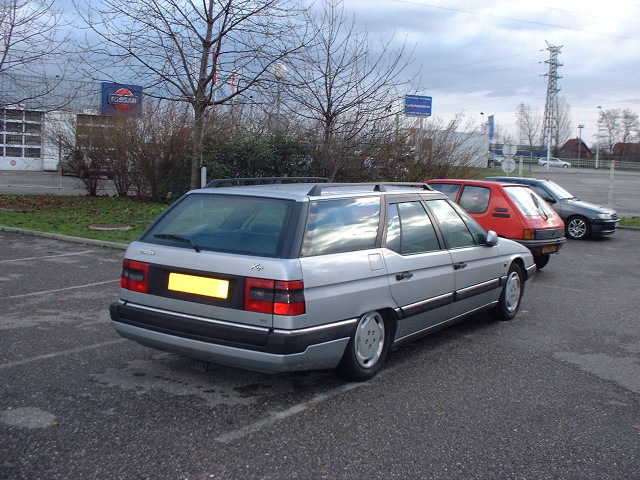
Heckansicht

#### Ottomotoren
Der Vierzylinder-Ottomotor des XM (Y3) mit 2,0 Litern Hubraum wurde (in Deutschland) als Einspritzer mit 89 kW (121 PS), später auch aufgeladen als Turbo C.T. (“Constant Torque” (deutsch: „konstantes Drehmoment“)) mit 104 kW (141 PS), sowie ab Sommer 1994 dann im Y4 mit einer erhöhten Leistung von 108 kW (147 PS) angeboten.
Außerdem gab es einen V6-Motor mit 3,0 Litern Hubraum und 123 kW (167 PS), von dem ab Sommer 1990 auch eine Version mit 24 Ventilen und folgenden Leistungsmerkmalen hergestellt wurde: 147 kW (200 PS), 0–100 km/h in 8,0 Sekunden, Höchstgeschwindigkeit 235 km/h. Der Hubraum dieser Motoren von knapp 3000 cm³ wurde im Laufe der Bauzeit leicht reduziert, wodurch der XM in einigen Ländern in eine geringere Steuerkategorie fiel. Dieser sogenannte PRV-V6 ist als Europa-V6 bekannt, weil er als Gemeinschaftsentwicklung von Peugeot, Renault und Volvo (PRV) europaweite Verbreitung fand und auch bei einigen kleinen Herstellern zum Einsatz kam u. a. im DeLorean DMC-12, bekannt aus der Filmreihe Zurück in die Zukunft.

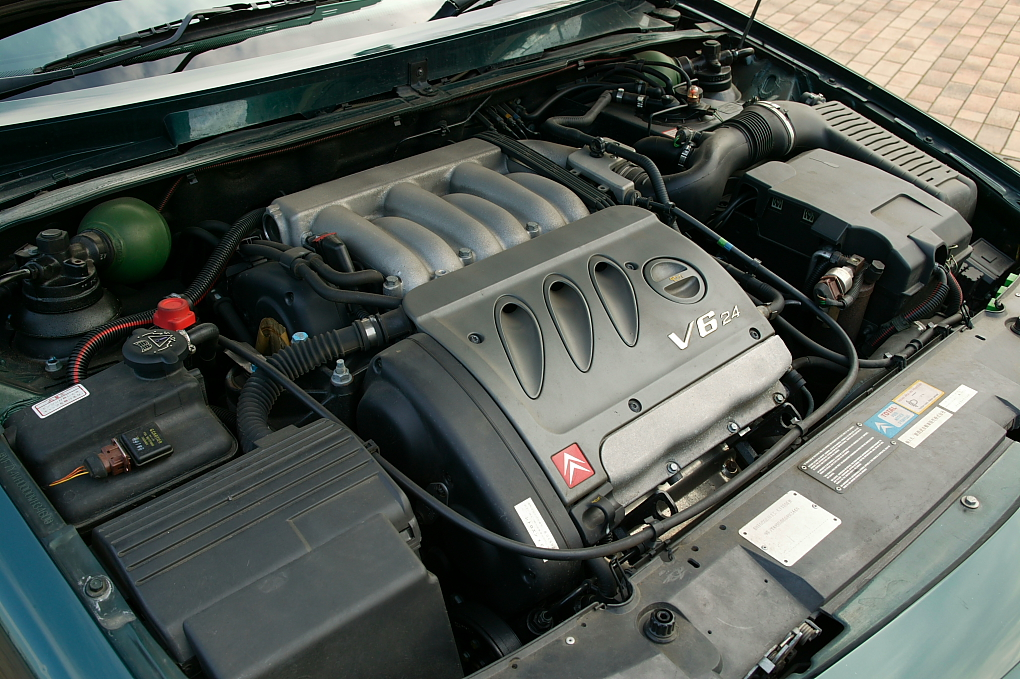
3,0-l-V6-24V-Motor mit 140 kW/190 PS (1997)

Im Juli 1994 wurde der Zweiliter-Vierzylinder gegen einen neuentwickelten 16-Ventiler mit 97 kW (132 PS) getauscht. Ab April 1997 gab es komplett neue Ottomotoren. Der neue V6 24V (Motorbezeichnung ES9J4) hatte – anders als der PRV-V6 – keine Steuerkette mehr, sondern wie alle anderen XM-Motoren eine Ventilsteuerung über Zahnriemen. Verbaut wurde dieser Motor ebenfalls im Xantia, in den Peugeot-Modellen 406/607, im Renault Laguna sowie in abgewandelter Form im Renault Espace.
Der Turbomotor C.T. wurde zuletzt auch mit der Steuernorm D3 angeboten. Die meisten 4-Zylinder-Ottomotoren, die V6-Ottomotoren mit 123 und 140 kW sowie die 2,1-Liter-Dieselmotoren waren auf Wunsch in Verbindung mit einer Vierstufen-Automatik von ZF lieferbar. Der 140-kW-Motor hatte dabei als einziger eine Adaptivautomatik (ZF 4HP20).
Der PRV-V6 (12V und 24V) war mit der selbstrückstellenden und geschwindigkeitsabhängigen Lenkung DIRAVI ausgerüstet, wie sie erstmals 1970 der SM und später auch der CX hatten. Diese Besonderheit fiel mit dem Jahreswechsel 1997/1998 weg.

#### Dieselmotoren
Verfügbar waren drei Vierzylinder-Dieselmotoren: Mit dem 2,1-Liter-Saugdiesel mit 60 kW (82 PS) zum Verkaufsstart wurde eine Höchstgeschwindigkeit 172 km/h erreicht, mit dem Frühjahr 1990 kam ein 2,1-Liter-Turbodiesel mit 80 kW (109 PS) und einer Höchstgeschwindigkeit von 190 km/h hinzu. Dass zu diesem Zeitpunkt kein 2,5-Liter-Turbodiesel angeboten wurde, begründete Xavier Karcher im Interview 1989: „Es handelt sich hier um eine komplette Neukonstruktion, nämlich den ersten Serien-Diesel mit drei Ventilen pro Zylinder, also ein ganz moderner Motor, viel sparsamer als der frühere CX. Technisch läßt sich die neue D-Motorbauweise nicht weiter vergrößern.“ Dennoch wurde 1994 im Zuge der Modellüberarbeitung ein 2,5-Liter-Turbodiesel mit 95 kW (129 PS) nachgeliefert, womit der XM eine Höchstgeschwindigkeit von 190 bzw. 208 km/h erreichte. Der große Dieselmotor stammte von Fiat, wo er in reinen Nutzfahrzeugen wie Ducato und Daily eingesetzt wurde.

## Technische Daten

### Ottomotoren
|                                             | 2.0                   | 2.0                   | 2.0 i                      | 2.0 i                      | 2.0 i 16V                  | 2.0 i TCT                  | 2.0 i TCT                  | 3.0 i V6                   | 3.0 i V6 24V          | 3.0 i V6 24V                 |
| Bauzeitraum                                 | 05.1989–06.1994       | 05.1989–06.1994       | 05.1989–06.1994            | 05.1989–06.1994            | 07.1994–10.2000            | 09.1992–06.1994            | 07.1994–10.2000            | 05.1989–12.1996            | 07.1990–03.1997       | 04.1997–10.2000              |
| Motorkenndaten                              |                       |                       |                            |                            |                            |                            |                            |                            |                       |                              |
| Motorkennung                                | XU10 2C               | XU10 MZ               | XU10 J2 (RFZ)              | XU10 J2Z (RFU)             | XU10 J4R (RFV)             | XU10 J2TE (RGY)            | XU10 J2TE (RGX)            | ZPJ/Z                      | ZPJ4/Y3               | ES9 J4 (XFZ)                 |
| Motortyp                                    | R4-Ottomotor          | R4-Ottomotor          | R4-Ottomotor               | R4-Ottomotor               | R4-Ottomotor               | R4-Ottomotor               | R4-Ottomotor               | V6-Ottomotor               | V6-Ottomotor          | V6-Ottomotor                 |
| Anzahl Ventile pro Zylinder                 | 2                     | 2                     | 2                          | 2                          | 4                          | 2                          | 2                          | 2                          | 4                     | 4                            |
| Ventilsteuerung                             | OHC, Zahnriemen       | OHC, Zahnriemen       | OHC, Zahnriemen            | OHC, Zahnriemen            | DOHC, Zahnriemen           | OHC, Zahnriemen            | OHC, Zahnriemen            | 2 × OHC, Kette             | 2 × OHC, Kette        | 2 × DOHC, Zahnriemen         |
| Gemischaufbereitung                         | Vergaser              | Saugrohreinspritzung  | Saugrohreinspritzung       | Saugrohreinspritzung       | Saugrohreinspritzung       | Saugrohreinspritzung       | Saugrohreinspritzung       | Saugrohreinspritzung       | Saugrohreinspritzung  | Saugrohreinspritzung         |
| Katalysator                                 | Nein                  | Ja                    | Nein                       | Ja                         | Ja                         | Ja                         | Ja                         | Ja                         | Ja                    | Ja                           |
| Motoraufladung                              | –                     | –                     | –                          | –                          | –                          | Turbolader, Ladeluftkühler | Turbolader, Ladeluftkühler | –                          | –                     | –                            |
| Kühlung                                     | Wasserkühlung         | Wasserkühlung         | Wasserkühlung              | Wasserkühlung              | Wasserkühlung              | Wasserkühlung              | Wasserkühlung              | Wasserkühlung              | Wasserkühlung         | Wasserkühlung                |
| Bohrung × Hub                               | 86,0 mm × 86,0 mm     | 86,0 mm × 86,0 mm     | 86,0 mm × 86,0 mm          | 86,0 mm × 86,0 mm          | 86,0 mm × 86,0 mm          | 86,0 mm × 86,0 mm          | 86,0 mm × 86,0 mm          | 93,0 mm × 73,0 mm 1        | 93,0 mm × 73,0 mm 1   | 87,0 mm × 82,6 mm            |
| Hubraum                                     | 1998 cm³              | 1998 cm³              | 1998 cm³                   | 1998 cm³                   | 1998 cm³                   | 1998 cm³                   | 1998 cm³                   | 2975 cm³ 1                 | 2975 cm³ 1            | 2946 cm³                     |
| Verdichtungsverhältnis                      | 8,8:1                 | 8,8:1                 | 8,8:1                      | 8,8:1                      | 10,4:1                     | 8,5:1                      | 8,0:1                      | 9,5:1                      | 9,5:1                 | 10,5:1                       |
| max. Leistung bei min−1                     | 84 kW (114 PS) /5800  | 79 kW (107 PS) /5600  | 94 kW (128 PS) /5600       | 89 kW (121 PS) /5600       | 97 kW (132 PS) /5500       | 104 kW (141 PS) /4400–6200 | 108 kW (147 PS) /5300      | 123 kW (167 PS) /5600      | 147 kW (200 PS) /6000 | 140 kW (190 PS) /6000        |
| max. Drehmoment bei min−1                   | 168 Nm /2250          | 164 Nm /2250          | 175 Nm /4800               | 170 Nm /4000               | 180 Nm /4200               | 225 Nm /2200–4400          | 235 Nm /2500               | 235 Nm /4600               | 260 Nm /3600          | 267 Nm /4500                 |
| Kraftübertragung                            |                       |                       |                            |                            |                            |                            |                            |                            |                       |                              |
| Antrieb                                     | Vorderradantrieb      | Vorderradantrieb      | Vorderradantrieb           | Vorderradantrieb           | Vorderradantrieb           | Vorderradantrieb           | Vorderradantrieb           | Vorderradantrieb           | Vorderradantrieb      | Vorderradantrieb             |
| Getriebe, serienmäßig                       | 5-Gang-Schaltgetriebe | 5-Gang-Schaltgetriebe | 5-Gang-Schaltgetriebe      | 5-Gang-Schaltgetriebe      | 5-Gang-Schaltgetriebe      | 5-Gang-Schaltgetriebe      | 5-Gang-Schaltgetriebe      | 5-Gang-Schaltgetriebe      | 5-Gang-Schaltgetriebe | 5-Gang-Schaltgetriebe        |
| Getriebe, optional                          | –                     | –                     | 4-Stufen-Automatikgetriebe | 4-Stufen-Automatikgetriebe | 4-Stufen-Automatikgetriebe | 4-Stufen-Automatikgetriebe | 4-Stufen-Automatikgetriebe | 4-Stufen-Automatikgetriebe | –                     | 4-Stufen-Automatik- getriebe |
| Messwerte (Berline) 2                       |                       |                       |                            |                            |                            |                            |                            |                            |                       |                              |
| Höchstgeschwindigkeit                       | 193 km/h              | 190 km/h              | 205 km/h (202 km/h)        | 201 km/h (197 km/h)        | 205 km/h (203 km/h)        | 212 km/h                   | 215 km/h (208 km/h)        | 222 km/h (220 km/h)        | 235 km/h              | 228 km/h (230 km/h)          |
| Beschleunigung, 0–100 km/h                  | 12,2 s                | 12,4 s                | 11,5 s (14,4 s)            | 11,9 s (14,8 s)            | 10,8 s (14,2 s)            | 9,8 s                      | 9,3 s (11,2 s)             | 9,7 s (10,9 s)             | 8,6 s                 | 7,8 s (10,2 s)               |
| Kraftstoffverbrauch auf 100 km (kombiniert) | 7,9 l S               | 8,5 l S               | 8,1 l S (8,5 l S)          | 8,8 l S                    | 7,4 l S (7,6 l S)          | 8,9 l S                    | 8,0 l S                    | 9,6 l S (10,1 l S)         | 10,2 l S              | 8,0 l S (8,4 l S)            |
| Messwerte (Break) 2                         |                       |                       |                            |                            |                            |                            |                            |                            |                       |                              |
| Höchstgeschwindigkeit                       | –                     | –                     | –                          | 192 km/h (190 km/h)        | 198 km/h (190 km/h)        | 202 km/h                   | 204 km/h (202 km/h)        | 217 km/h (215 km/h)        | –                     | 225 km/h                     |
| Beschleunigung, 0–100 km/h                  | –                     | –                     | –                          | 13,0 s (14,0 s)            | 11,8 s (15,4 s)            | 9,8 s                      | 10,5 s (12,6 s)            | 10,9 s (12,5 s)            | –                     | 8,8 s (10,7 s)               |
| Kraftstoffverbrauch auf 100 km (kombiniert) | –                     | –                     | –                          | 9,1 l S                    | 7,4 l S (7,6 l S)          | 9,1 l S                    | 8,0 l S                    | 9,9 l S (10,4 l S)         | –                     | 8,0 l S (8,4 l S)            |

- Die Verfügbarkeit der Motoren war von Modell, Ausstattung und Markt abhängig.

### Dieselmotoren
|                                             | 2.1 D12                  | 2.1 Turbo D12              | 2.1 Turbo D12              | 2.5 Turbo D12              |
| Bauzeitraum                                 | 09.1989–06.1996          | 11.1989–06.1994            | 07.1994–10.2000            | 07.1994–10.2000            |
| Motorkenndaten                              |                          |                            |                            |                            |
| Motorkennung                                | XUD11 A/L (PJZ)          | XUD11 ATE (PHZ)            | XUD11 BTE (P8C)            | DK5 ATE/L (THY)            |
| Motortyp                                    | R4-Dieselmotor           | R4-Dieselmotor             | R4-Dieselmotor             | R4-Dieselmotor             |
| Anzahl Ventile pro Zylinder                 | 3                        | 3                          | 3                          | 3                          |
| Ventilsteuerung                             | OHC, Zahnriemen          | OHC, Zahnriemen            | OHC, Zahnriemen            | OHC, Zahnriemen            |
| Gemischaufbereitung                         | Wirbelkammereinspritzung | Wirbelkammereinspritzung   | Wirbelkammereinspritzung   | Wirbelkammereinspritzung   |
| Motoraufladung                              | –                        | Turbolader, Ladeluftkühler | Turbolader, Ladeluftkühler | Turbolader, Ladeluftkühler |
| Kühlung                                     | Wasserkühlung            | Wasserkühlung              | Wasserkühlung              | Wasserkühlung              |
| Bohrung × Hub                               | 86,0 mm × 92,0 mm        | 85,0 mm × 92,0 mm          | 85,0 mm × 92,0 mm          | 92,0 mm × 92,0 mm          |
| Hubraum                                     | 2138 cm³                 | 2088 cm³                   | 2088 cm³                   | 2446 cm³                   |
| Verdichtungsverhältnis                      | 22,5:1                   | 21,5:1                     | 21,5:1                     | 22,0:1                     |
| max. Leistung bei min−1                     | 60 kW (82 PS) /4600      | 80 kW (109 PS) /4300       | 80 kW (109 PS) /4300       | 95 kW (129 PS) /4300       |
| max. Drehmoment bei min−1                   | 145 Nm /2000             | 245 Nm 1 /2000             | 250 Nm /2000               | 285 Nm /2000               |
| Kraftübertragung                            |                          |                            |                            |                            |
| Antrieb                                     | Vorderradantrieb         | Vorderradantrieb           | Vorderradantrieb           | Vorderradantrieb           |
| Getriebe, serienmäßig                       | 5-Gang-Schaltgetriebe    | 5-Gang-Schaltgetriebe      | 5-Gang-Schaltgetriebe      | 5-Gang-Schaltgetriebe      |
| Getriebe, optional                          | –                        | 4-Stufen-Automatikgetriebe | 4-Stufen-Automatikgetriebe | –                          |
| Messwerte (Berline) 2                       |                          |                            |                            |                            |
| Höchstgeschwindigkeit                       | 173 km/h                 | 192 km/h (190 km/h)        | 192 km/h (188 km/h)        | 201 km/h                   |
| Beschleunigung, 0–100 km/h                  | 17,6 s                   | 12,9 s (15,1 s)            | 12,9 s (14,0 s)            | 12,1 s                     |
| Kraftstoffverbrauch auf 100 km (kombiniert) | 6,7 l D                  | 6,5 l D (7,1 l D)          | 5,6 l D (6,5 l D)          | 5,9 l D                    |
| Messwerte (Break) 2                         |                          |                            |                            |                            |
| Höchstgeschwindigkeit                       | 168 km/h                 | 184 km/h (182 km/h)        | 184 km/h (180 km/h)        | 192 km/h                   |
| Beschleunigung, 0–100 km/h                  | 19,0 s                   | 13,8 s (16,0 s)            | 14,2 s (15,4 s)            | 13,1 s                     |
| Kraftstoffverbrauch auf 100 km (kombiniert) | 6,9 l D                  | 6,6 l D (7,2 l D)          | 5,6 l D (6,6 l D)          | 5,9 l D                    |

- Die Verfügbarkeit der Motoren war von Modell, Ausstattung und Markt abhängig.

## Produktionszahlen und Nachfolger
Wenngleich eine Produktion von 333.405 Einheiten erreicht wurde, blieb der Wagen in den Stückzahlen deutlich hinter denen seines Vorgängers zurück. Die technischen und gestalterischen Innovationen des Wagens haben jedoch das Avantgarde-Image von Citroën weiter fortgeführt. Nach der Einstellung des XM war der in der Mittelklasse angesiedelte C5 die größte Citroën-Limousine. Erst mit dem im Herbst 2005 vorgestellten C6 gab es einen Nachfolger für den XM.
Obwohl François Mitterrand zum Anfang seiner Amtszeit als französischer Präsident demonstrativ einen Renault als Staatskarosse einsetzte, entschied er sich später für einen Citroën XM. Nach der Übergabe dieses Wagens an seinen Nachfolger Jacques Chirac während des Zeremoniells der Amtsübergabe am 17. Mai 1995 wurde Mitterrand seinerseits mit einem weiteren XM in den Ruhestand verabschiedet. Chirac nutzte während seiner Amtszeit ebenfalls verschiedene Exemplare des XM.

## Einstufung im französischen Steuer- und Versicherungssystem
Das Kernmodell verfügte über einen Motor mit 11 CV. Das Spitzenmodell, der Sechszylinder, hatte 16 CV. Später bot man ein Einstiegsmodell mit 9 CV an, das mit einem verlängerten Getriebe bestellt werden konnte und damit nur noch mit 7 CV verbucht wurde.